# Мансаф
Ма́нсаф (араб. منسف‎) — это традиционное иорданское блюдо из баранины в соусе из ферментированного сушеного йогурта «джемида» с рисом или булгуром.
Блюдо популярно в Леванте. Является национальным блюдом Иордании, также его готовят в Палестине, Ираке, Южной Сирии и Саудовской Аравии. Название «мансаф» происходит от слов «большой поднос» или «большое блюдо».

## История
Мансаф — блюдо бедуинов-скотоводов, претерпевшее изменения в XX веке. Первоначально блюдо готовили только из мяса верблюда или ягнёнка, мясного бульона, гхи (очищенного топлёного масла) и хлеба. В 1920-х годах, когда рис стал более популярным, его стали добавлять в блюдо. Сначала его смешивали с булгуром, затем добавляли и без смешивания. В современном блюде рис является одним из главных ингредиентов. Соус из джемида появился недавно, так как бедуины не использовали джемид в своих блюдах до современной оседлости.

## Приготовление

### Джемид

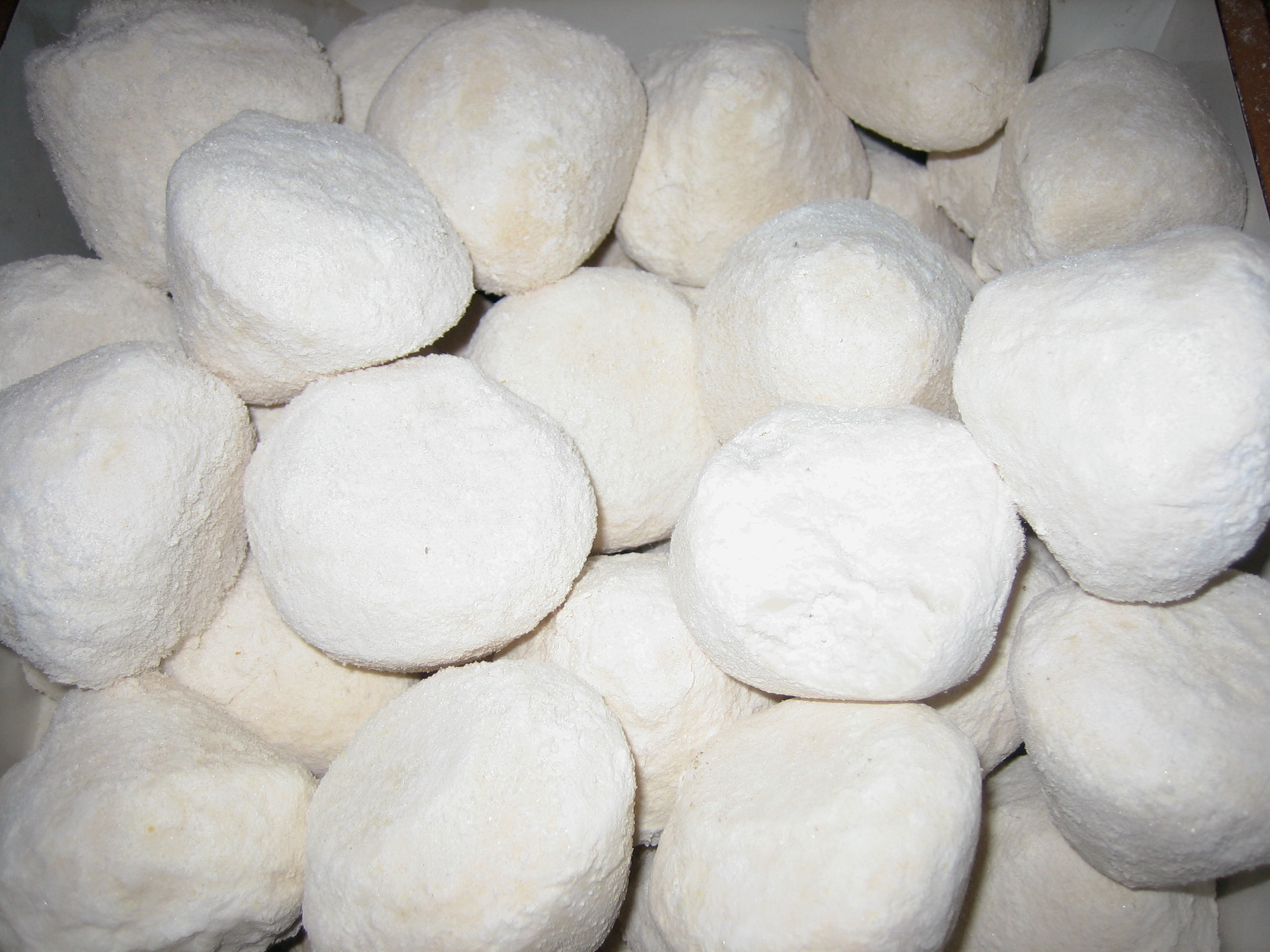
Джемид в форме шариков.

Джемид — это твердый сухой йогурт, напоминающий курт, который готовят путем варки овечьего или козьего молока. Затем козье молоко оставляют сушиться и сбраживать. Далее смесь выдерживают в тонкой марле для приготовления густого йогурта. В джемид ежедневно добавляется соль, которая сгущает йогурт в течение нескольких дней. В конце концов йогурт становится очень густым и получает форму круглых шариков. В городе Эль-Карак производится джемид достаточно высокого качества.

### Дальнейшее приготовление
Готовят соус из джемида, в нём варятся кусочки баранины. Мансаф подается на большом блюде с лепешкой, на эту лепешку помещают рис и мясо. Блюдо украшают миндалем и кедровыми орехами, а затем сверху наливают соус из джемида.

## Культура и традиции
Мансаф ассоциируется с традиционной иорданской культурой, с кочевниками. Во времена кочевников мясо и джемид были крайне доступны. Сейчас мансаф подается в особых случаях, таких как свадьбы, дни рождения и выпускные. Его подают в честь прихода гостя, а также во время религиозных праздников (Ид уль-Фитр, Ид уль-Адха, Рождество, Пасха). Также нередко подаётся в День независимости Иордании. Традиционно мансаф едят из большого блюда, оформленного в деревенском стиле: люди стоят вокруг блюда, держат левую руку за спиной, правую используют вместо посуды.
Поскольку мансаф был едой бедуинов, с ним связаны многие традиции, некоторые из них существуют и сегодня. Отсюда и происходит традиция есть мансаф только правой рукой. Ей собирают рисовые шарики, затем шарик помещают в рот тремя пальцами. Согласно традициям, даже если рисовый шарик горячий, дуть на него нельзя. Многие из этих традиций все ещё существуют. Впрочем, несмотря на это, мансаф иногда всё-таки подают на тарелках и едят ложками.

### Национальное блюдо Иордании
Мансаф часто называют «национальным блюдом» Иордании.
Однако профессор Джозеф Массад считает, что мансаф — это не «традиционное» блюдо, а более новое блюдо, которое было разработано в эпоху Британского мандата в Палестине (в начале XX века). После независимости, согласно этой версии, блюдо стало «национальным». В книге Массада отмечается, что нынешний рецепт отличается от ранних рецептов мансафа, а государство лишь изображает его как блюдо, которое является национальной традицией. Согласно этой версии, мансаф — блюдо из Палестины и Сирии.

## Региональные варианты мансафа
Жители Эс-Салта и Эль-Карака славятся приготовлением мансафа. Однако есть и некоторые необычные варианты блюда. Так, около портового города Акаба можно попробовать рыбный мансаф. Городской, менее церемониальный вариант мансафа со свежим йогуртом вместо джамида называется «шакрийе» (араб. الشاكريّة‎). Иногда готовится с домашней птицей вместо ягнёнка, распространён в северной части Иордании.